# HMS Agamemnon (M10)
«Агаме́мнон» (M10) (англ. HMS Agamemnon (M10) — військовий корабель, допоміжний мінний загороджувач Королівського військово-морського флоту Великої Британії часів Другої світової війни.

## Історія створення
«Агамемнон» був закладений 1929 року на верфі компанії Workman Clark у Белфасті. У жовтні 1940 року переданий для експлуатації та увійшов до складу Королівських ВМС Великої Британії.

## Історія служби
MV Agamemnon був вантажним лайнером компанії Blue Funnel Line, що курсував між берегами Великої Британії та Далекого Сходу. У жовтні 1940 року був реквізований та переданий Королівському флоту, де судно переробили на допоміжний мінний загороджувач і дали назву HMS Agamemnon (M10). Корабель включили до складу сил 1-ї ескадри мінних загороджувачів з базуванням на Кайл-оф-Лохалш. Мінний загороджувач виконував завдання з постановки мінних полів на Північному бар'єрі.
1 жовтня 1941 року допоміжний мінний загороджувач «Агамемнон» виходив з конвоєм WS 12.
У жовтні 1943 року «Агамемнон» вивели для конвертації в судно відпочинку для потреби британського тихоокеанського флоту. 1944 року пройшло додаткову модернізацію у Ванкувері, де на ньому були встановлені кінотеатр, кафетерії для особового складу моряків суден Королівського допоміжного флоту.
Але незабаром війна з Японією була завершена й судно повернули компанії Blue Funnel Line.